# Ulrike Reutter
Ulrike Reutter (geboren 1961) ist eine deutsche Verkehrswissenschaftlerin. Von 2015 bis 2025 leitete sie das Lehr- und Forschungsgebiet Öffentliche Verkehrssysteme und Mobilitätsmanagement an der Bergischen Universität Wuppertal (BUW).

## Leben
Nach dem Studium der Raumplanung an der Universität Dortmund war Reutter zunächst an der Universität der Künste Berlin tätig. Im dortigen Fachbereich Architektur arbeitete sie als Wissenschaftliche Angestellte mit dem Forschungsschwerpunkt Stadterneuerung. 1987 wechselte sie zurück nach Dortmund zum dortigen ILS–Institut für Landes- und Stadtentwicklungsforschung. Zunächst war sie als Wissenschaftlerin im Forschungsbereich Verkehr, Mobilität und Siedlungsentwicklung tätig. Während ihrer Zeit am ILS promovierte Reutter 1995 gemeinsam mit ihrem Mann Oscar Reutter zum Thema Autofreies Leben in der Stadt an der Universität Dortmund. Betreut wurde die von der Universität Dortmund 1997 mit ihrem Dissertationspreis ausgezeichnete Arbeit von Jürgen d’Alleux und Helmut Holzapfel. Ab 2008 leitete Reutter am ILS das Forschungsfeld Mobilität – Leben in der mobilen Gesellschaft: Erreichbarkeiten und räumliche Interaktion.
2011 wurde Reutter als Professorin für Verkehrswesen an die TU Kaiserslautern (Teil der heutigen Rheinland-Pfälzischen Technischen Universität Kaiserslautern-Landau (RPTU)) berufen, wo sie das dortige Fachgebiet imove – Institut für Mobilität & Verkehr leitete. 2015 wechselte sie an die Bergische Universität Wuppertal, wo sie das von Prof. Joachim Fiedler begründete Lehr- und Forschungsgebiet Öffentliche Verkehrssysteme und Mobilitätsmanagement (ÖVM) übernahm. Dort war sie auch Vorstandsmitglied im Zentrum für Transformationsforschung und Nachhaltigkeit (TransZent) der BUW und des Wuppertal Instituts für Klima, Umwelt, Energie. Sie leitete den Lehrstuhl bis zu ihrem Ruhestand im April 2025.
Reutter ist verheiratet und hat zwei erwachsene Söhne.

## Wissenschaftliche Schwerpunkte
Schwerpunkte von Reutters wissenschaftlicher Arbeit ist die Verkehrswende zu einer umweltverträglicheren und klimaneutralen Gestaltung des Verkehrs. Dabei beschäftigte sie sich oft mit dem Mobilitätsverhalten und -management, der Raum- und Stadtplanung sowie der Verbesserung von Rahmenbedingungen und Infrastrukturen für den Umweltverbund.
Neben ihrer universitären Tätigkeit war Reutter Mitglied in der ARL – Akademie für Raumentwicklung in der Leibniz-Gemeinschaft, im Wissenschaftlichen Beirat des Verkehrsclub Deutschland sowie in Arbeitskreisen der FGSV.

## Publikationen (Auswahl)
- Mobilitätsmanagement – Wissenschaftliche Grundlagen und Wirkungen in der Praxis. Essen 2012 (gemeinsam mit Mechthild Stiewe)
- Lichtsignalgestützter Kreisverkehr – Erfahrungen aus Kaiserslautern. in: Straßenverkehrstechnik, 5/2014, S. 311–315 (gemeinsam mit Johannes Roos)
- Mobilitätsmanagement: ein Beitrag zur Gestaltung einer nachhaltigen Mobilität. In: Handbuch der kommunalen Verkehrsplanung. 69. Ergänzungslieferung 05/2014, 1.2. Berlin, Offenbach 1992/2014.
- Germany – National Report: Mitigating and Adapting to Climate Change – Roads and Post-Fossil Mobility. Conference Proceedings for the 25th World Road Congress, November 2015 in Seoul, Korea. (gemeinsam mit Felix Huber, Michael Falk, Oscar Reutter, Markus Auerbach, Beata Krieger)
- Urbane Seilbahnen – Anforderungen aus Nutzerperspektive. Österreichische Zeitschrift für Verkehrswissenschaft – ÖZV, 1/2017, S. 23–27.
- Mobilitätsmanagement – in Deutschland angekommen?! In: Bundesinstitut für Bau-, Stadt- und Raumforschung (Hrsg.): Informationen zur Raumentwicklung 1/2019, S. 14–20. (gemeinsam mit Mechthild Stiewe)
- Wechselwirkung von Mobilität und Raumentwicklung im Kontext gesellschaftlichen Wandels. Forschungsberichte der ARL 14, Hannover 2020. (gemeinsam mit Christian Holz-Rau, Janna Albrecht, Martina Hülz)
- VR-Umgebung für Mobilstationen. Virtual Reality als Kommunikationsinstrument bei der Planung von Mobilstationen. In: PLANERIN Heft 6/2023, S. 51–52. (gemeinsam mit Richard Haverland, Marius Hellmund, Thomas Klemmer, Charlotte Thelen)